# Eredivisie 2016-17
L'Eredivisie 2016-17 va ser la 61a edició de l'Eredivisie, la primera divisió de futbol neerlandesa. La temporada 2016-2017 va començar el 5 d'agost de 2016 i va acabar el 14 de maig de 2017.

## Classificació
A 17 abril del 2017

## Golejadors
A 17 abril 2017
| Pos | Jugador               | Club       | Gols |
| --- | --------------------- | ---------- | ---- |
| 1   | Nicolai Jørgensen     | Feyenoord  | 19   |
| 2   | Ricky van Wolfswinkel | Heerenveen | 18   |
| 2   | Reza Ghoochannejhad   | Vitesse    | 18   |
| 4   | Enes Ünal             | Twente     | 17   |
| 5   | Samuel Armenteros     | Heracles   | 16   |